# Miroslav Dvořák (ski)
Pour les articles homonymes, voir Dvořák et Miroslav Dvořák (homonymie).
Miroslav Dvořák, né le 3 mars 1987 à Liberec, est un coureur du combiné nordique tchèque. 

## Carrière
Dvořák fait ses débuts internationaux en 2003.
Chez les juniors, il remporte trois médailles de bronze aux Championnats du monde de la catégorie dont deux en individuel en 2006.
Il a démarré en Coupe du monde juste après à Lillehammer, où il marque ses premiers points (24e du sprint). En décembre 2008, il finit pour la première fois dans le top dix dans une manche de Coupe du monde à Trondheim (9e). Au Grand Prix d'été 2010, il obtient son premier podium à ce niveau à Oberwiesenthal. Il est depuis monté sur deux autres podiums individuels dans le Grand Prix. Dans la Coupe du monde, après quatre top dix, Dvorak profite de l'ansence de certains skieurs pour monter sur son  premier podium à Almaty en 2013. Il monte sur trois autres podiums à ce niveau en 2014, deux à Tchaïkovski (sur la saison 2013-2014) et un à Ruka (sur la saison 2014-2015). Il obtient son meilleur classement général dans la Coupe du monde en 2012-2013 avec le douzième rang. Il obtient un podium en sprint par équipes avec Tomáš Portyk en 2017 à Val di Fiemme. Avec ce même coéquipier, il gagne un sprint par équipes au Grand Prix d'été 2017, devant deux paires allemandes.
Aux Jeux olympiques, il compte trois participations en 2010, 2014 et 2018, avec comme meilleur individuel une onzième place sur le grand tremplin en 2014 et par équipes une septième place en 2014. En championnat du monde, son meilleur résultat individuel est seizième de la mass start en 2009 à Liberec.
En septembre 2015 il contracte une mononucléose qui l'empêche de participer aux premières épreuves de la Coupe du monde 2016. Il ne revient sur les tremplins qu'en janvier 2016.
Il décide d'arrêter sa carrière sportive après la saison 2018-2019.

## Palmarès

### Jeux olympiques d'hiver
| Épreuve / Édition | Épreuve / Édition | Vancouver 2010 | Sotchi 2014 | Pyeongchang 2018 |
| Par équipes       | Par équipes       | 8e             | 7e          | 7e               |
| Gundersen         | PT                | 39e            | 29e         | 21e              |
| Gundersen         | GT                | 28e            | 11e         | 26e              |

légende : PT = petit tremplin, GT = grand tremplin

### Championnats du monde
| Épreuve / Édition            | Épreuve / Édition            | Sapporo 2007                     | Liberec 2009                     | Oslo 2011                        | Val di Fiemme 2013               | Falun 2015                       | Lahti 2017                       |
| ---------------------------- | ---------------------------- | -------------------------------- | -------------------------------- | -------------------------------- | -------------------------------- | -------------------------------- | -------------------------------- |
| Sprint                       | Sprint                       | 24e                              | Épreuve inexistante à cette date | Épreuve inexistante à cette date | Épreuve inexistante à cette date | Épreuve inexistante à cette date | Épreuve inexistante à cette date |
| Départ en ligne (Mass start) | Départ en ligne (Mass start) | Épreuve inexistante à cette date | 16e                              | Épreuve inexistante à cette date | Épreuve inexistante à cette date | Épreuve inexistante à cette date | Épreuve inexistante à cette date |
| Gundersen                    | Gundersen                    | 25e                              | Épreuve inexistante à cette date | Épreuve inexistante à cette date | Épreuve inexistante à cette date | Épreuve inexistante à cette date | Épreuve inexistante à cette date |
| Gundersen                    | PT                           | Épreuve inexistante à cette date | DNS                              | 23e                              | 41e                              | 30e                              | 28e                              |
| Gundersen                    | GT                           | Épreuve inexistante à cette date | 20e                              | 20e                              | 20e                              | 17e                              | 42e                              |
| Par équipes                  | Par équipes                  | 7e                               | 6e                               | Épreuve inexistante à cette date | Épreuve inexistante à cette date | Épreuve inexistante à cette date | Épreuve inexistante à cette date |
| Sprint par équipes           | Sprint par équipes           | Épreuve inexistante à cette date | Épreuve inexistante à cette date | Épreuve inexistante à cette date | 8e                               | 8e                               | 8e                               |
| Par équipes                  | PT                           | Épreuve inexistante à cette date | Épreuve inexistante à cette date | 10e                              | 10e                              | 8e                               | 11e                              |
| Par équipes                  | GT                           | Épreuve inexistante à cette date | Épreuve inexistante à cette date | 9e                               | Épreuve inexistante à cette date | Épreuve inexistante à cette date | Épreuve inexistante à cette date |

légende : DNS = n'a pas pris le départ

### Coupe du monde
- Meilleur classement général : 12e en 2013.
- 4 podiums individuels : 4 troisièmes places.
- 1 podium en sprint par équipes.

#### Classements en Coupe du monde
| Année     | Classement général final |
| 2005-2006 | 63e                      |
| 2007-2008 | 59e                      |
| 2008-2009 | 31e                      |
| 2009-2010 | 32e                      |
| 2010-2011 | 23e                      |
| 2011-2012 | 29e                      |
| 2012-2013 | 12e                      |
| 2013-2014 | 23e                      |
| 2014-2015 | 25e                      |
| 2015-2016 | 29e                      |
| 2016-2017 | 41e                      |
| 2017-2018 | 53e                      |

### Championnats du monde junior
- Rovaniemi, 2005 : 
  -  Médaille de bronze de la mass start par équipes K107/4 × 5 km.
- Kranj, 2006 : 
  -  Médaille de bronze du sprint K109/5 km.
- Kranj, 2006 : 
  -  Médaille de bronze de l'individuel Gundersen K109/10 km.

### Grand Prix
- 3 podiums individuels.
- 1 victoire en sprint par équipes.

### Coupe continentale
- 1 victoire.